# Orpheus Radio
Orpheus Radio (russisch Орфей Радио, OP) ist ein staatlicher russischer Hörfunksender aus Moskau, der sein Programm landesweit ausstrahlt und auf Klassische Musik spezialisiert ist. 

## Geschichte
Der Radiosender Orpheus wurde 1960 vom Staatlichen Komitee der UdSSR für Fernsehen und Rundfunk gegründet. Von 1995 bis 2007 gehörte er zur staatlichen Rundfunkgesellschaft WGTRK. Seit 2007 gehört das Programm zum Staatlich Russischen Musikfernseh- und Rundfunkzentrum (FGBU). 1996 wurde Orpheus Mitglied in der Europäischen Rundfunkunion.

## Programm
Es werden klassische Musik aller Stilepochen sowie Konzertübertragungen und Informationssendungen ausgestrahlt.